# Whalers de Détroit
Les Whalers de Détroit sont une équipe junior de hockey sur glace de la Ligue de hockey de l'Ontario. L'équipe ne dispute que deux saisons dans la ligue, de 1995 à 1997. Ils sont basés à Détroit dans le Michigan aux États-Unis.

## Saison par Saison
| Saison  | PJ | V  | D  | N | Pts | %V   | BP  | BC  | Classement |
| ------- | -- | -- | -- | - | --- | ---- | --- | --- | ---------- |
| 1995–96 | 66 | 40 | 22 | 4 | 84  | 63,6 | 319 | 243 | 1er Ouest  |
| 1996–97 | 66 | 26 | 34 | 6 | 58  | 43,9 | 230 | 270 | 4e Ouest   |